# Waging Heavy Peace: A Hippie Dream
Waging Heavy Peace: A Hippie Dream es una autobiografía escrita por el músico canadiense Neil Young y publicada en 2012. El libro, que fue bien recibido por la crítica literaria, cubre aspectos de su carrera musical, su vida familiar, sus aficiones y actividades no musicales.

## Trasfondo
Waging Heavy Peace es la primera autobiografía de Young y fue escrita en 2011 tras una gira de reunión con uno de sus primeros grupos, Buffalo Springfield. Según Jimmy McDonough en su biografía de 2002 Shakey, Young comentó con anterioridad que no tenía interés en escribir sobre sí mismo. Tal y como escribió el propio músico en el capítulo Why this boo exists, Waging Heavy Peace fue escrito para ganar dinero que le permitiese vivir durante un periodo de recuperación alejado de las giras y de la música. Young, que sufrió un aneurisma cerebral en 2005, menciona en el libro la posibilidad de que su padre sufriese demencia como un impulso adicional para escribir sus memorias. Para su redacción, el músico dejó de beber y de fumar marihuana, y declinó la posibilidad de que su editorial le ofreciese un escritor fantasma.

## Contenido
Uno de los ejes de Waging Heavy Peace es su familia. En el libro habla de sus dos mujeres: la actual, Pegi Young, y su primera mujer, Susan Acevedo, así como su relación con la actriz Carrie Snodgress. También habla sobre sus hijos, Ben y Zeke, que sufren parálisis cerebral, y sobre su hogar, el rancho "Broken Arrow" en el norte de California.
El libro detalla específicamente las aficiones de Young. Así, relata su pasión por la construcción de trenes eléctricos y su afiliación a Lionel, LLC, de la que es consejero. Young también relata su interés en la carpintería y su incursión en la cinematografía. Otra de sus pasiones relatadas en el libro son los vehículos, incluyendo un Buick Skylark de 1953 y un Lincoln Continental convertido en coche eléctrico y renombrado como LincVolt, además de su obsesión por un sistema de audio de alta fidelidad y su participación en la creación de Pono, un nuevo formato de audio de futura aplicación.
Sobre su carrera musical, el libro se centra en sus primeros años como intérprete en Canadá y en su pertenencia a The Squires durante su estancia en Winnipeg. Otros episodios que incluye Waging Heavy Peace son sus trabajos benéficos con Bridge School Benefit y los problemas de salud que sufrió antes de publicar Prairie Wind.

## Recepción
Waging Heavy Peace fue bien recibido por la crítica literaria, aunque con la advertencia de que es más entretenido para sus seguidores que para gente no familiarizada con el artista. The Guardian escribió que el estilo es "distintivamente sin enchufe" y la dirección "impredecible". Por otra parte, el diario New York Times lo comparó con el novelista Stephen King en términos de estilo y comentó que elautor "parece completamente libre de engaño". Varios periodistas compararon el libro con la autobiografía de Bob Dylan, Chronicles: Volume One. Times-Picayune lo definió como "una lectura satisfactoria para el verdadero fan", mientras que Los Angeles Times lo describió como "improvisado, una meditación con flujo de conciencia".